# Valparaiso, Florida
Valparaiso är en stad (city) i Okaloosa County, i delstaten Florida, USA. Enligt United States Census Bureau har staden en folkmängd på 5 094 invånare (2011) och en landarea på 30,7 km².